# Сив коронован жерав
Сивият коронован жерав (Balearica regulorum) е немигрираща птица от семейство Жеравови, обитаваща Субсахарска Африка.
Той е сред 6-те вида жерави, обитаващи черния континент и същевременно е най-многобройният вид. Птицата е национален символ на Уганда и е изобразена на герба и флага на източноафриканската страна.

## Подвидове
Видът има 2 подвида:
- Balearica regulorum regulorum – среща се на юг от Ангола и Зимбабве, по-малоброен с едва около 10 хил. екземпляра;
- Balearica regulorum gibbericeps – среща се в Централна и Източна Африка, наброява около 75 до 85 хиляди птици.

## Разпространение
Разпространен е основно в Източна Африка на територия, намираща се от Кения, Уганда и ДР Конго на север до ЮАР на юг. Птицата обитава основно савани и заблатени райони, не мигрира. Често се среща в близост до населени места и обработваеми земи. През сухия сезон сменя територията си в близост до реки и непресъхнали водоеми в търсене на храна. Краката му са устроени така, че да се захваща за клоните на дърветата. Тази му приспособеност е белег, който го отличава от родствения черен коронован жерав.

## Физически характеристики
На височина достига до 106 cm, с тегло около 3,5 kg. Оперението на тялото е бледосиво, крилата са бели, но се срещат златисти, рижи и кафяви пера. На главата си има златиста коронка, съставена от удължени твърди декоративни пера. Благодарение на нея видът е получил името си. Главата зад очите е бяла. В междучелюстното пространство има червени менгуши, способни да се изпълват с въздух и раздуват. В областта над очите има неоперено зачервено пространство. Клюнът е сравнително къс, леко сплескан, тъмносив на цвят. Краката са черни. За разлика от останалите жерави притежава дълъг насочен назад пръст, способен да се противопоставя на останалите, насочени напред пръсти. Тази анатомична особеност помага на жерава да се залавя за клоните на дърветата, където да почива и крие от хищници.
Половият диморфизъм не е ясно изразен с тази разлика, че мъжките са по-едри от женските. При младите птици оперението е бледосиво с рижи краища на перата, а областта на корема е тъмножълта или рижава. При младите липсва коронка, главата е напълно покрита с пера.

## Хранене
Птицата е всеяден вид. Основната храна са треви и семена. Насекомите и дребни безгръбначни и гръбначни животинки също влизат в менюто на жерава. В близост до селскостопанските райони птиците се хранят и със семена от бобови и житни култури и царевица.

## Размножаване
Сивите короновани жерави се чифтосват през дъждовния сезон. Ухажването се изразява в издаването на тракащи звуци с помощта на въздуха, надуван и изпускан от торбичката на гърлото. В този момент жеравите накланят глава напред като, след това с рязко движение я отдръпват назад. Тези жерави имат способността да издават характерни тръбни звуци, които се отличават от тези на останалите видове жерави. Ухажването може да бъде съпроводено с танци, изразяващи се в подскачане, прибежки, удряне на крилете, откъсване на трева и клатене на главата.
Гнездят на земята в близост до заблатени райони с гъста трева. Гнездото се изгражда от клонки, треви, корени и представлява добре трамбована купчина. Женската снася 2-5 яйца. Периодът на инкубация продължава 28-31 дни, мътят се от двамата родители. Малките са способни да летят след 56-100 дни.

## Заплахи за вида
Независимо от това, че сивият коронован жерав е добре приспособим вид за живот в близост до хората, неговата численост в последните години намалява. В периода 1985-1994 г. общата численост на вида се е съкратила с около 15 %. Сред основните негативни фактори са бързонарастващото население, сушата и използването на пестициди в селското стопанство.
През 1980-те птици от вида са интродуцирани в резервата Аскания Нова (тогава СССР, днес Украйна).